# Antonio Barrutia
Barrutia  Iturriagoitia est un nom espagnol. Le premier nom de famille, en général paternel, est Barrutia ; le second, en général maternel, souvent omis, est Iturriagoitia.
Antonio Barrutia Iturriagoitia dit Antón Barrutia, né le 13 juin 1933 à Iurreta (Espagne) et mort le 13 juillet 2021, est un ancien coureur cycliste espagnol. Professionnel de 1954 à 1966, il a notamment remporté le Tour d'Andalousie en 1963, ainsi que sept étapes du Tour d'Espagne. 
Son frère aîné Cosme a également été coureur cycliste.

## Palmarès
- 1953
  - GP Llodio
  - 5e étape du Tour des Asturies
- 1954
  - Circuit de Getxo
  - 1re et 3e étapes du GP Ayuntamiento de Bilbao
  - GP Llodio
  - GP Liberación de Ondarroa :
    - Classement général
    - 1re étape[3]

  - GP Goierri
  - 2e de la Subida a Arrate
  - 2e de l'Antzuola Saria
  - 2e du Mémorial Etxaniz[3]
  - 3e de la Prueba Villafranca de Ordizia
  - 3e du GP Ayuntamiento de Bilbao
- 1955
  - 4eb étape du Tour d'Andalousie
  - Subida a Arrate
  - Vuelta al Baztan[3]
  - 2e étape du GP Liberación de Ondarroa
  - 2e du Circuito del Sardinero
  - 2e du GP Liberación de Ondarroa
  - 3e du GP Portugalete
  - 3e du Circuit de Getxo
  - 3e de la Subida a la Atalaya
- 1956
  -  Champion d'Espagne des régions
  - 5e étape du Tour des Asturies
  - Subida a Arrate
  - GP Liberación de Ondarroa
  - 3e du Tour d'Andalousie
  - 3e de la Klasika Primavera
- 1957
  - 8e étape du Tour du Levant
  - Gran Premio de la Bicicleta Eibarresa
  - 2e du Tour de La Rioja
- 1959
  - 7e étape du Tour d'Espagne
  - Prueba Pentecostes
  - 2e de la Prueba Loinaz
  - 3e du Circuit de Getxo
  - 3e du championnat d'Espagne des régions
- 1960
  - 3e étape du Tour d'Espagne
- 1961
  - 2e étape du Circuito Montañés
  - Circuit de Getxo
  - Subida al Naranco
- 1962
  -  Champion d'Espagne des régions
  - 1re étape du Tour d'Espagne
  - 1re étape du Circuito Montañés
  - 2e du Tour d'Andalousie
  - 3e de la Klasika Primavera
  - 3e du GP Pascuas
  - 3e de la Prueba Loinaz
- 1963
  - Tour d'Andalousie :
    - Classement général
    - 1reb et 5e étapes

  - 1rea et 3e étapes du Tour d'Espagne
  - Prueba Villafranca de Ordizia
  - 9e étape du Tour de Catalogne
  - 2e du Campeonato Vasco-Navarro de Montaña
  - 2e du championnat d'Espagne des régions
  - 3e du Tour de La Rioja
- 1964
  - Trophée Iberduero
  - 4eb et 16e étapes du Tour d'Espagne
  - Tour de La Rioja :
    - Classement général
    - 1re et 2e étapes

  - 2e du Tour du Levant
  - 2e du GP Pascuas

## Résultats sur les grands tours

### Tour de France
3 participations
- 1957 : abandon (5e étape)
- 1963 : abandon (11e étape)
- 1964 : 73e

### Tour d'Espagne
10 participations
- 1956 : 20e
- 1957 : 26e
- 1958 : abandon (2e étape)
- 1959 : abandon (10e étape), vainqueur de la 7e étape
- 1960 : abandon (12e étape), vainqueur de la 3e étape,  maillot jaune pendant deux jours
- 1961 : abandon (9e étape)
- 1962 : 34e, vainqueur de la 1re étape,  maillot jaune pendant un jour
- 1963 : 11e, vainqueur des 1rea et 3e étapes
- 1964 : 32e, vainqueur des 4eb et 16e étapes
- 1965 : abandon (7e étape)

## Palmarès en cyclo-cross
| - 1953-1954 - 2e du championnat d'Espagne de cyclo-cross - 6e du championnat du monde de cyclo-cross - 1954-1955 - Champion d'Espagne de cyclo-cross - 1958-1959 - 2e du championnat d'Espagne de cyclo-cross - 8e du championnat du monde de cyclo-cross | - 1959-1960 - 4e du championnat du monde de cyclo-cross - 1960-1961 - Champion d'Espagne de cyclo-cross - 1965-1966 - 3e du championnat d'Espagne de cyclo-cross - 9e du championnat du monde de cyclo-cross |  |